# Neoxorides longiacer
Neoxorides longiacer är en stekelart som beskrevs av Mao-Ling Sheng 1998. Neoxorides longiacer ingår i släktet Neoxorides och familjen brokparasitsteklar. Inga underarter finns listade i Catalogue of Life.